# Lepidodexia ochristriga
Lepidodexia ochristriga är en tvåvingeart som först beskrevs av Günther Enderlein 1928.  Lepidodexia ochristriga ingår i släktet Lepidodexia och familjen köttflugor. Inga underarter finns listade i Catalogue of Life.